# Volley Lupi Santa Croce 2022-2023
Questa voce raccoglie le informazioni riguardanti la Volley Lupi Santa Croce nelle competizioni ufficiali della stagione 2022-2023.

## Stagione
Nella stagione 2022-23 la Volley Lupi Santa Croce assume la denominazione sponsorizzata di Kemas Lamipel Santa Croce.
Partecipa per la tredicesima volta, la settima consecutiva, alla Serie A2; chiude la regular season di campionato al quarto posto in classifica, qualificandosi per i play-off promozione: giunge fino in semifinale dove viene eliminata dalla Callipo.
A seguito del sesto posto in classifica al termine del girone di andata della regular season, partecipa alla Coppa Italia di Serie A2 venendo eliminata nei quarti di finale dalla Libertas Brianza.

## Organigramma societario
Area direttiva
- Presidente: Piero Conservi
- Vicepresidente Società: Alberto Lami
- General Manager: Dario Da Roit
- Direttore Sportivo: Alessandro Pagliai
- Responsabile Settore Giovanile: Fausto Zingoni

Area tecnica
- Allenatore: Vincenzo Mastrangelo (fino al 29 marzo 2023), Michele Bulleri (dal 29 marzo 2023)
- Allenatore in seconda: Michele Bulleri (fino al 29 marzo 2023), Alessandro Pagliai (dal 29 marzo 2023)
- Scout man: Matteo Morando

Area comunicazione
- Relazioni Esterne: Andrea Landi
- Addetto Stampa: Davide Ribechini, Francesco Rossi
- Grafica: Alejandra Olivera
- Fotografo: Simona Bernardini

Area marketing
- Responsabile Marketing: Dario Da Roit
- Responsabile Attività Promozionali: Giacomo Gozzini

Area sanitaria
- Medico: Angelo Scaduto
- Preparatore Atletico: Diego Alpi, Micheal Lemmi, Giulia Petrelli
- Fisioterapista: Alessandro Rocchini, Enrico Sergi

## Rosa
| N° | Nome                    | Ruolo | Data di nascita   | Nazionalità sportiva |
| -- | ----------------------- | ----- | ----------------- | -------------------- |
| 1  | Lorenzo Gabbriellini    | L     | 2 agosto 2003     | Italia               |
| 2  | Manuel Coscione         | P     | 29 gennaio 1980   | Italia               |
| 2  | Edwin Arguelles Sanchez | O     | 17 giugno 2003    | Italia               |
| 3  | Gioele Favaro           | S     | 27 novembre 2003  | Italia               |
| 4  | Nicolas Brucini         | S     | 5 luglio 2004     | Italia               |
| 5  | Matheus Motzo           | O     | 9 settembre 1999  | Italia               |
| 6  | Lorenzo Caproni         | C     | 21 dicembre 2001  | Italia               |
| 7  | Leonardo Colli          | S     | 15 marzo 1996     | Italia               |
| 8  | Matteo Maiocchi         | S     | 30 settembre 1998 | Italia               |
| 9  | Alessandro Acquarone    | P     | 20 settembre 1999 | Italia               |
| 10 | Alejandro Vigil         | C     | 11 febbraio 1993  | Spagna               |
| 11 | Mirco Compagnoni        | C     | 18 gennaio 2003   | Italia               |
| 12 | Federico Rossi          | S     | 28 aprile 2003    | Italia               |
| 13 | Tino Hanžič             | S     | 24 ottobre 2000   | Croazia              |
| 15 | Luca Loreti             | L     | 24 dicembre 2005  | Italia               |
| 16 | Davide Morgese          | L     | 16 giugno 1996    | Italia               |
| 17 | Davide Giovannetti      | P     | 26 novembre 2001  | Italia               |
| 18 | Andrea Truocchio        | C     | 10 febbraio 2000  | Italia               |

## Mercato
| Acquisti | Acquisti                | Acquisti           | Acquisti   |
| R.       | Nome                    | da                 | Modalità   |
| -------- | ----------------------- | ------------------ | ---------- |
| O        | Edwin Arguelles Sanchez | Milano             | definitivo |
| C        | Lorenzo Caproni         | Folgore Massa      | definitivo |
| C        | Mirco Compagnoni        | Diavoli Rosa       | definitivo |
| P        | Manuel Coscione         | Porto Robur Costa  | definitivo |
| S        | Gioele Favaro           | Treviso            | definitivo |
| S        | Tino Hanžič             | Libertas Brianza   | definitivo |
| L        | Luca Loreti             | Fenice Roma        | definitivo |
| S        | Matteo Maiocchi         | Powervolley Milano | definitivo |
| L        | Davide Morgese          | Tricolore          | definitivo |
| O        | Matheus Motzo           | Libertas Brianza   | definitivo |
| C        | Andrea Truocchio        | New Mater          | definitivo |
| C        | Alejandro Vigil         | Aalst              | definitivo |

| Cessioni | Cessioni             | Cessioni          | Cessioni   |
| R.       | Nome                 | a                 | Modalità   |
| -------- | -------------------- | ----------------- | ---------- |
| P        | Alessandro Acquarone | Motta             | definitivo |
| C        | Martins Arasomwan    | Porto Robur Costa | definitivo |
| O        | Francisco de Souza   | Altekma           | definitivo |
| C        | Lorenzo Caproni      | Folgore Massa     | definitivo |
| S        | Michele Fedrizzi     | Callipo           | definitivo |
| S        | Alessio Ferrini      | Alessano          | definitivo |
| C        | Roberto Festi        | Tuscania          | definitivo |
| S        | Filippo Menchetti    | Tuscania          | definitivo |
| L        | Domenico Pace        | Trentino          | definitivo |
| O        | Tommaso Riccioni     | Parella           | definitivo |
| L        | Giovanni Sposato     | Foligno           | definitivo |

## Risultati

### Serie A2

#### Girone di andata
| 1ª Giornata - 9 ottobre 2022 PalaCosta, Ravenna                      | Porto Robur Costa   | 1 - 3 | Lupi Santa Croce | 14-25, 20-25, 25-20, 23-25        |
| 2ª Giornata - 16 ottobre 2022 PalaParenti, Santa Croce sull'Arno     | Lupi Santa Croce    | 3 - 1 | Libertas Brianza | 23-25, 25-19, 25-19, 25-21        |
| 3ª Giornata - 19 ottobre 2022 Palasport Grottazzolina, Grottazzolina | M&G                 | 3 - 2 | Lupi Santa Croce | 15-25, 25-22, 25-23, 22-25, 15-11 |
| 4ª Giornata - 22 ottobre 2022 PalaParenti, Santa Croce sull'Arno     | Lupi Santa Croce    | 1 - 3 | Prata            | 19-25, 25-23, 15-25, 22-25        |
| 5ª Giornata - 30 ottobre 2022 PalaSanFilippo, Brescia                | Atlantide Brescia   | 3 - 1 | Lupi Santa Croce | 25-21, 25-20, 22-25, 26-24        |
| 6ª Giornata - 5 novembre 2022 PalaMaiata, Vibo Valentia              | Callipo             | 3 - 1 | Lupi Santa Croce | 25-17, 25-21, 18-25, 25-17        |
| 7ª Giornata - 13 novembre 2022 PalaParenti, Santa Croce sull'Arno    | Lupi Santa Croce    | 3 - 1 | Porto Viro       | 29-31, 25-22, 25-19, 25-23        |
| 8ª Giornata - 20 novembre 2022 PalaParenti, Santa Croce sull'Arno    | Lupi Santa Croce    | 3 - 0 | Cuneo            | 32-30, 25-20, 25-15               |
| 9ª Giornata - 27 novembre 2022 Palazzetto dello Sport, Bergamo       | Olimpia Bergamo     | 2 - 3 | Lupi Santa Croce | 20-25, 25-22, 25-27, 25-20, 13-15 |
| 10ª Giornata - 4 dicembre 2022 PalaParenti, Santa Croce sull'Arno    | Lupi Santa Croce    | 3 - 0 | Motta            | 25-21, 25-20, 25-16               |
| 11ª Giornata - 8 dicembre 2022 Palasport Villa D'Agri, Marsicovetere | Rinascita Lagonegro | 3 - 1 | Lupi Santa Croce | 25-18, 20-25, 25-22, 28-26        |
| 12ª Giornata - 11 dicembre 2022 PalaParenti, Santa Croce sull'Arno   | Lupi Santa Croce    | 3 - 0 | Tricolore        | 26-24, 25-15, 25-18               |
| 13ª Giornata - 18 dicembre 2022 PalaGrotte, Castellana Grotte        | New Mater           | 3 - 1 | Lupi Santa Croce | 25-20, 25-20, 22-25, 25-19        |

#### Girone di ritorno
| 14ª Giornata - 26 dicembre 2022 PalaParenti, Santa Croce sull'Arno  | Lupi Santa Croce | 3 - 1 | Porto Robur Costa   | 25-22, 25-22, 28-30, 25-22 |
| 15ª Giornata - 7 gennaio 2023 PalaFrancescucci, Casnate con Bernate | Libertas Brianza | 1 - 3 | Lupi Santa Croce    | 23-25, 19-25, 31-29, 19-25 |
| 16ª Giornata - 15 gennaio 2023 PalaParenti, Santa Croce sull'Arno   | Lupi Santa Croce | 3 - 1 | M&G                 | 25-22, 25-23, 22-25, 27-25 |
| 17ª Giornata - 21 gennaio 2023 PalaPrata, Prata di Pordenone        | Prata            | 3 - 0 | Lupi Santa Croce    | 25-18, 25-20, 25-18        |
| 18ª Giornata - 29 gennaio 2023 PalaParenti, Santa Croce sull'Arno   | Lupi Santa Croce | 3 - 1 | Atlantide Brescia   | 25-13, 21-25, 25-17, 25-20 |
| 19ª Giornata - 11 febbraio 2023 PalaParenti, Santa Croce sull'Arno  | Lupi Santa Croce | 3 - 0 | Callipo             | 25-23, 25-20, 25-17        |
| 20ª Giornata - 19 febbraio 2023 Palazzetto dello Sport, Porto Viro  | Porto Viro       | 3 - 0 | Lupi Santa Croce    | 25-20, 25-19, 25-17        |
| 21ª Giornata - 26 febbraio 2023 PalaCastagnaretta, Cuneo            | Cuneo            | 1 - 3 | Lupi Santa Croce    | 25-23, 21-25, 22-25, 19-25 |
| 22ª Giornata - 5 marzo 2023 PalaParenti, Santa Croce sull'Arno      | Lupi Santa Croce | 0 - 3 | Olimpia Bergamo     | 24-26, 22-25, 16-25        |
| 23ª Giornata - 12 marzo 2023 PalaBarbazza, San Donà di Piave        | Motta            | 3 - 1 | Lupi Santa Croce    | 26-24, 23-25, 25-16, 25-20 |
| 24ª Giornata - 19 marzo 2023 PalaParenti, Santa Croce sull'Arno     | Lupi Santa Croce | 3 - 0 | Rinascita Lagonegro | 25-23, 25-19, 25-15        |
| 25ª Giornata - 27 marzo 2023 PalaBigi, Reggio nell'Emilia           | Tricolore        | 3 - 1 | Lupi Santa Croce    | 25-21, 35-37, 25-23, 25-17 |
| 26ª Giornata - 2 aprile 2023 PalaParenti, Santa Croce sull'Arno     | Lupi Santa Croce | 3 - 1 | New Mater           | 25-15, 19-25, 25-19, 25-19 |

#### Play-off promozione
| Quarti di finale (gara 1) - 16 aprile 2023 PalaParenti, Santa Croce sull'Arno | Lupi Santa Croce | 3 - 0 | Prata            | 25-23, 25-23, 28-26 |
| Quarti di finale (gara 2) - 19 aprile 2023 PalaPrata, Prata di Pordenone      | Prata            | 0 - 3 | Lupi Santa Croce | 23-25, 22-25, 16-25 |
| Semifinali (gara 1) - 26 aprile 2023 PalaMaiata, Vibo Valentia                | Callipo          | 3 - 0 | Lupi Santa Croce | 25-20, 25-22, 25-22 |
| Semifinali (gara 2) - 30 aprile 2023 PalaParenti, Santa Croce sull'Arno       | Lupi Santa Croce | 0 - 3 | Callipo          | 18-25, 14-25, 20-25 |

### Coppa Italia di Serie A2
| Quarti di finale - 29 dicembre 2022 PalaFrancescucci, Casnate con Bernate | Libertas Brianza | 3 - 0 | Lupi Santa Croce | 25-21, 25-22, 25-19 |

## Statistiche

### Statistiche di squadra
| Competizione             | Punti | In casa | In casa | In casa | In trasferta | In trasferta | In trasferta | Totale | Totale | Totale |
| Competizione             | Punti | G       | V       | P       | G            | V            | P            | G      | V      | P      |
| ------------------------ | ----- | ------- | ------- | ------- | ------------ | ------------ | ------------ | ------ | ------ | ------ |
| Serie A2                 | 45    | 15      | 12      | 3       | 15           | 5            | 10           | 30     | 17     | 13     |
| Coppa Italia di Serie A2 |       | 0       | 0       | 0       | 1            | 0            | 1            | 1      | 0      | 1      |
| Totale                   | -     | 15      | 12      | 3       | 16           | 5            | 11           | 31     | 17     | 14     |

G = partite giocate; V = partite vinte; P = partite perse 

### Statistiche dei giocatori
| Giocatore            | Serie A2 | Serie A2 | Serie A2 | Serie A2 | Serie A2 | Coppa Italia di Serie A2 | Coppa Italia di Serie A2 | Coppa Italia di Serie A2 | Coppa Italia di Serie A2 | Coppa Italia di Serie A2 | Totale | Totale | Totale | Totale | Totale |
| Giocatore            | P        | PT       | AV       | MV       | BV       | P                        | PT                       | AV                       | MV                       | BV                       | P      | PT     | AV     | MV     | BV     |
| -------------------- | -------- | -------- | -------- | -------- | -------- | ------------------------ | ------------------------ | ------------------------ | ------------------------ | ------------------------ | ------ | ------ | ------ | ------ | ------ |
| A. Acquarone         | 7        | 15       | 4        | 8        | 3        | -                        | -                        | -                        | -                        | -                        | 7      | 15     | 4      | 8      | 3      |
| E. Arguelles Sanchez | 22       | 17       | 15       | 1        | 1        | 1                        | 0                        | 0                        | 0                        | 0                        | 23     | 17     | 15     | 1      | 1      |
| N. Brucini           | 0        | 0        | 0        | 0        | 0        | -                        | -                        | -                        | -                        | -                        | 0      | 0      | 0      | 0      | 0      |
| L. Caproni           | 0        | 0        | 0        | 0        | 0        | -                        | -                        | -                        | -                        | -                        | 0      | 0      | 0      | 0      | 0      |
| L. Colli             | 29       | 243      | 200      | 9        | 34       | 1                        | 2                        | 1                        | 0                        | 1                        | 30     | 245    | 201    | 9      | 35     |
| M. Compagnoni        | 30       | 25       | 14       | 5        | 6        | 1                        | 0                        | 0                        | 0                        | 0                        | 31     | 25     | 14     | 5      | 6      |
| M. Coscione          | 22       | 25       | 10       | 9        | 6        | 1                        | 1                        | 0                        | 0                        | 1                        | 23     | 26     | 10     | 9      | 7      |
| G. Favaro            | 6        | 0        | 0        | 0        | 0        | -                        | -                        | -                        | -                        | -                        | 6      | 0      | 0      | 0      | 0      |
| L. Gabbriellini      | 3        | 0        | 0        | 0        | 0        | -                        | -                        | -                        | -                        | -                        | 3      | 0      | 0      | 0      | 0      |
| D. Giovannetti       | 5        | 3        | 1        | 0        | 2        | 1                        | 0                        | 0                        | 0                        | 0                        | 6      | 3      | 1      | 0      | 2      |
| T. Hanžič            | 25       | 197      | 160      | 15       | 22       | 1                        | 5                        | 4                        | 0                        | 1                        | 26     | 202    | 164    | 15     | 23     |
| L. Loreti            | 18       | 0        | 0        | 0        | 0        | 1                        | 0                        | 0                        | 0                        | 0                        | 19     | 0      | 0      | 0      | 0      |
| M. Maiocchi          | 26       | 290      | 239      | 24       | 27       | 1                        | 9                        | 7                        | 2                        | 0                        | 27     | 299    | 246    | 26     | 27     |
| D. Morgese           | 29       | 0        | 0        | 0        | 0        | 1                        | 0                        | 0                        | 0                        | 0                        | 30     | 0      | 0      | 0      | 0      |
| M. Motzo             | 30       | 552      | 476      | 29       | 47       | 1                        | 20                       | 20                       | 0                        | 0                        | 31     | 572    | 496    | 29     | 47     |
| F. Rossi             | 0        | 0        | 0        | 0        | 0        | 0                        | 0                        | 0                        | 0                        | 0                        | 0      | 0      | 0      | 0      | 0      |
| A. Truocchio         | 28       | 240      | 179      | 57       | 4        | 1                        | 4                        | 4                        | 0                        | 0                        | 29     | 244    | 183    | 57     | 4      |
| A. Vigil             | 30       | 222      | 165      | 46       | 11       | 1                        | 6                        | 4                        | 2                        | 0                        | 31     | 228    | 169    | 48     | 11     |

P = presenze; PT = punti totali; AV = attacchi vincenti; MV = muri vincenti; BV = battute vincenti